# オレゴン州会議事堂
オレゴン州会議事堂（オレゴンしゅうかいぎじどう、Oregon State Capitol）は、アメリカ合衆国オレゴン州の州都セーラムに立地する同州議会の議事堂。庁舎はセーラムのダウンタウン、ウィラメット大学キャンパスの北東隣に建立している。議事堂内にはオレゴン州議会の上下両院の議場のみならず、州知事、州務長官、州財務官の各事務所も設置されている。現在の庁舎は1936年から1938年にかけて中央部分が建設され、1977年に左右両ウイングが増築されたもので、セーラム遷都以来3代目のものとなる。初代の庁舎は1855年に、2代目の庁舎は1935年に焼失した。庁舎の高さはドームを含めて51mである。議事堂の敷地内には芸術作品が展示され、噴水が設けられ、州の木であるベイマツや州の花であるセイヨウヒイラギナンテンをはじめとする様々な花木が植えられている。
このアール・デコ調の庁舎はニューヨークの設計事務所、トローブリッジ・アンド・リビングストンがフランシス・キアリーと共に設計したものであった。庁舎には外観・内装とも、大部分に大理石が用いられている。この庁舎は1988年に国家歴史登録財に指定された。
この庁舎の中央部分の建設には250万ドル（当時）の費用を要した。その一部は、世界恐慌後のニューディール政策の一環として創設された公共事業局（Public Works Administration）が負担した。後のウイングの増設では1250万ドル（当時）の費用が投じられ、床面積がそれまでの約2倍、約21,720m²に広がった。

## 歴史

### セーラム遷都以前
1848年にオレゴン準州が成立する以前、1844年6月27日から翌1845年12月19日にかけて開かれたオレゴン・カントリーの暫定政府議会は、オレゴンシティをオレゴン・カントリーの首都に選定した。オレゴン準州が成立すると、オレゴンシティがそのまま準州都になった。従って、オレゴンの最初の議事堂はオレゴンシティに置かれた。暫定政府が使用していた建物のうちの1棟で、ジョン・L・モリソンが1850年に建設したものが、準州都がセーラムに移されるまで議事堂として使用されていた。オレゴンシティが当時の政治の中心になったのは初代オレゴン準州知事ジョセフ・レーンの声明によってのことであった。1850年、準州議会は準州都をセーラムへ移す法案を可決した。しかし、準州知事ジョン・P・ゲインズやオレゴン準州最高裁判所（裁判官オービル・C・プラットを除いて）はセーラムへ移ることを拒み、1852年に連邦議会がセーラム側に有利な形でこの問題を解決するまでオレゴンシティに残った。

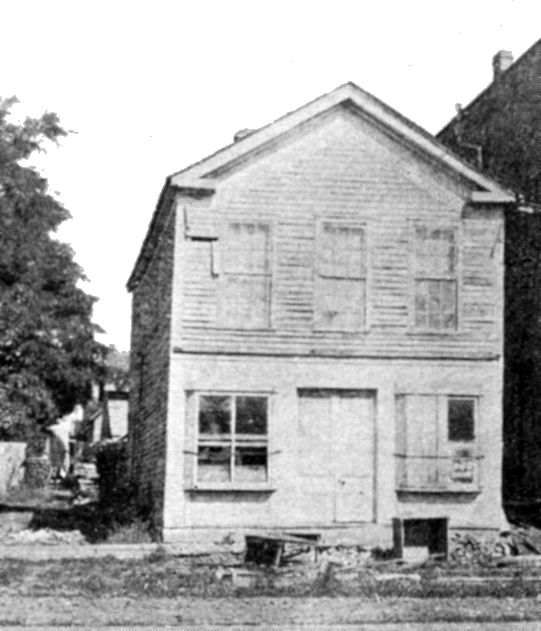
1855年、準州都がコーバリスに置かれていた頃の議事堂

1855年1月13日、オレゴン準州議会は準州都をセーラムからコーバリスに移す法案を可決させた。しかし、セーラムでは既に多くの公共施設の工事が進んでいたため、準州知事ジョージ・ロウ・カリーをはじめ、多くの者がコーバリスへの遷都に反対した。カリーはこの問題をワシントンD.C.の財務長官に訴えた。財務長官ジェームズ・ガスリーは、遷都は連邦議会によってなされていない限りは無効であると明言した。その後、カリーとオレゴン準州務長官ベンジャミン・ハーディングはセーラムに戻った。同年12月3日には準州都をセーラムに戻すべく、準州議員がコーバリスに招集された。同月15日には準州都をセーラムに戻す法案が可決され、その3日後には準州議員が再び、今度はセーラムに招集された。
しかし、同月29日に議事堂が焼失すると、準州都をどこに置くかをめぐって、再び議論が巻き起こった。準州議会は、今度は住民投票でこの問題を解決しようとした。最初の投票は翌1856年6月に行われ、最も得票数の多かった2都市の間で決選投票を行うことになった。その結果、最初はユージーンとコーバリスの間で決選投票が行われることになったが、不正投票が発覚して該当する票が無効とされた結果、決選投票はユージーンとセーラムの間で行われることになった。同年10月に行われた決選投票ではユージーンのほうが得票数が多かったが、投票率の低さを理由として投票結果は無視され、準州都はセーラムに残された。
この問題に最終的な決着が付けられたのは1859年にオレゴン準州が州に昇格した後、1864年のことであった。1860年、州議会は州都をどこに置くかについて、再び住民投票を行うことにした。1862年に行われた投票では、どの候補都市も州法で定められた50%以上の票を獲得することができなかった。投票は1864年に再度行われ、その結果、セーラムが79%の票を得て、正式に州都に選定された。オレゴン州憲法では第14条において、州政府をマリオン郡に置くと記されている。セーラムはマリオン郡の郡庁所在地である。

### セーラム遷都後

#### 初代の庁舎
議事堂の建設用地は、この地の開拓者であり、セーラムの創設者でもあるウィリアム・H・ハリソンが州に売却したセーラムのブロック84であった。初代の庁舎の建設はセーラムへの遷都が確定されて間もない1854年に始まった。しかし、翌1855年に準州都がコーバリスに移されると、庁舎の建設は一時中断された。準州都がセーラムに戻されると、議事堂の建設が再開され、1855年後期にほぼ完成した。この庁舎はギリシア復古様式で、幅15m、奥行き23mで、石造のファサードを有し、高さ3mのポルチコが立っていた。この2階建ての庁舎は地元産の切り石を積んで造られており、外壁は濃い空色から白へのグラデーションで塗られていた。1階は高さ5.8m、2階は高さ4.6mで、その上に高さ2.4mのエンタブラチュアが施されていた。庁舎の正面（西側）はイオニア式の柱4本で装飾されていた。
議事堂の1階にはメインホールのほか、連邦地方裁判所、準州知事の事務所、準州議会下院の本会議場が設けられていた。2階には準州議会上院の本会議室と準州図書館に加えて、下院本会議場の傍聴席、委員会室3室、および政府職員の事務所がいくつか設けられていた。
1855年12月29日、この初代の庁舎は火事に遭い、庁舎のみならず、準州の公文書の多くが焼失した。未完成であった庁舎北東部から出火したこの火事は、午前0時30分まで発見されなかった。火事の原因として放火が疑われたが、誰も逮捕されることはなかった。庁舎の焼け跡はその後何年も、石積みのまま放置されていた。1859年から1876年までの間、州議会と州の各種機関はセーラムのダウンタウンにあったネスミス・ビルディング（後にホルマン・ビルディングに改名された）の2階と3階を仮庁舎として使用していた。

#### 2代目の庁舎

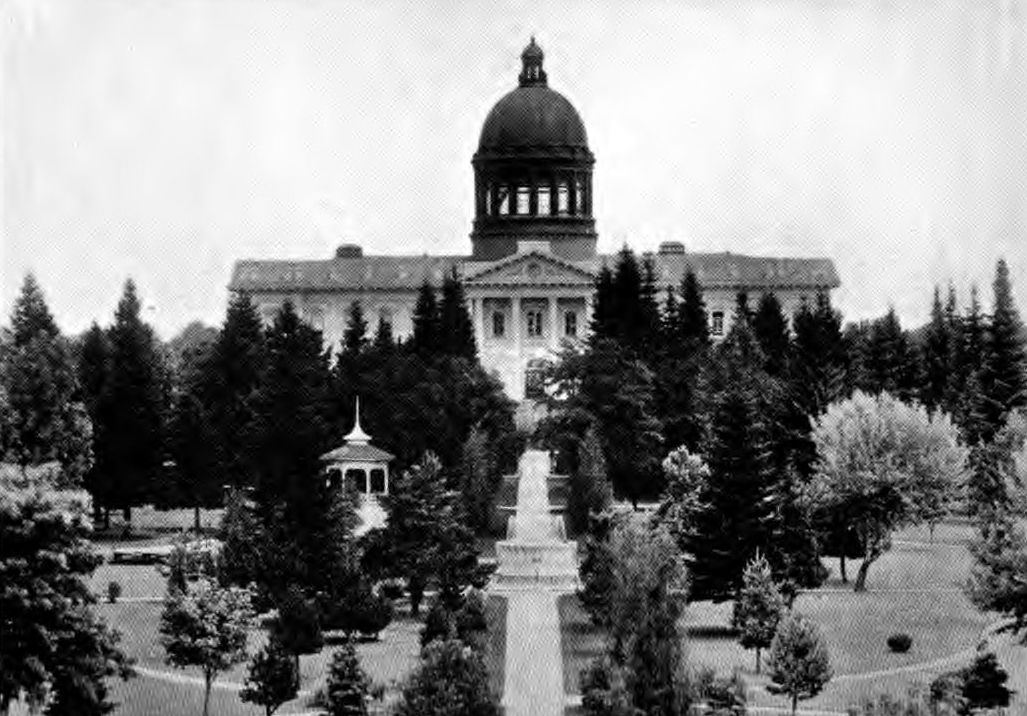
オレゴン州会議事堂2代目の庁舎

1872年、オレゴン州議会は新しい州会議事堂の建設予算として100,000ドル（当時）を計上し、新庁舎の建設計画は実行に移された。セーラム遷都以来2代目となるこの庁舎は1873年から1876年にかけて建設された。この庁舎は地上2階、地下1階の3階層を有していた。この庁舎の建設には325,000ドル（当時）の費用を要した。この庁舎の礎石は1873年10月5日、竣工式の最中に設置された。竣工式では州知事スティーブン・F・チャッドウィックによる演説や、何組かのバンドによる演奏が行われた。この2代目の庁舎は初代の庁舎と同じ敷地内に建設された。建設作業にはオレゴン州刑務所の囚人も動員された。設計にはジャスタス・F・クランベイン・アンド・ギルバート建築事務所が携わった。
石材と500万個のレンガを使用して造られたこの庁舎は幅84m、奥行き41m、高さ55m（ドームを含む）であった。地下1階には州南西部のアムクワ川流域で産出された砂岩が用いられた。内部には高さ16.5mの正方形のロタンダを有し、上下両院の本会議場が置かれていた。2階にはオレゴン州最高裁判所、オレゴン州法図書館、下院本会議場の傍聴席が設けられていた。外観には装飾として付柱が設置され、東西両端に2階層分の高さのポルチコが立てられていた。庁舎内には昼食を出すカウンター席も用意されていた。加えて、この庁舎は方立のついた窓が設けられたウイングを有していた。銅で覆われた大きなドームは鉄や鋼のフレームを用いた構造になっていた。ドームはこの庁舎の他の部分よりも16.5m高い位置に設置され、ドーム自体の高さは30.5mあった。このルネサンス様式の庁舎は連邦議会議事堂を真似て造られ、正面入口にはコリント式の柱が立てられていた。当時、議事堂は西向きに、ウィラメット川に向かうように造られた。州政府はドームが完成する前、1876年8月にこの議事堂を使用し始めた。当初の計画では、ドームの両側に塔が建てられる予定であったが、建設費用を抑えるためにそれらの塔の建設は見送られた。この2代目の庁舎は1935年まで使用された。

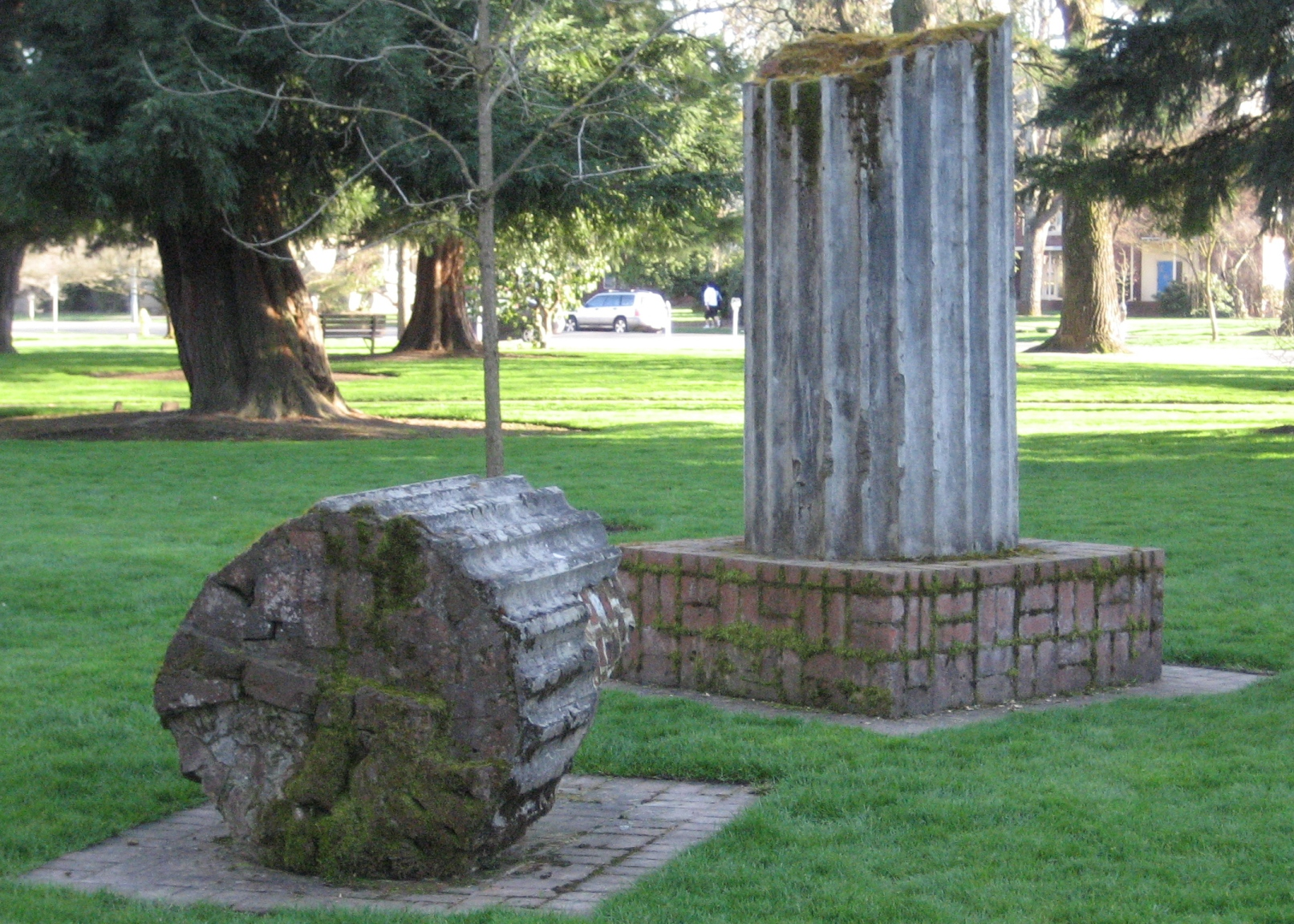
2代目の庁舎の柱の残骸

1935年4月25日午後6時43分、管理技術者がセーラム市消防局に煙の発生を報告した。市民は煙に包まれた庁舎から物品を運び出すのを手伝ったが、消防士が到着したときには、庁舎内から全員退去するように指示された。庁舎は間もなく炎に包まれた。物品の運び出しを手伝った市民の中には、後にオレゴン州知事になった、当時12歳のマーク・ハットフィールド少年もいた。火元は東ウイングの地下1階で、積まれていた古い文書に燃え広がったものと断定された。炎はドームの鉄格子の梁を支えていた中空の柱を伝い、ロタンダから上階へと広がっていった。激しい炎は銅製のドームをも焼き、夜空を照らした。炎は遠くコーバリスからも見えた。ボランティアで消火活動にあたっていたウィラメット大学の学生、フロイド・マクミュレンがその最中に焼死すると、消防士はポートランドからも派遣された。現場にはセーラム市内から7台、さらにポートランドから3台の消防車が駆けつけた。
鎮火したときには、残っていたのは庁舎の外壁のみであった。この火事による被害額は約150万ドルと推定された。州政府は保険には入っていなかった。歴代知事の肖像画などの歴史的な物品や、耐火構造になっていなかった地下の金庫に保管されていた、100万ドルを超える株式・債券などの貴重品も失われた。消火作業の最中、消防士は金庫に水を注ぎ、中に保管されている物品が燃えることのないように努めていた。多くの歴史的な文書は火事の前年にポートランドのオレゴン歴史協会に渡され、そこで保管されていたため、この火事による焼失を免れた。オレゴン州最高裁判所は1914年に別の庁舎に移転していたが、州会議事堂とは電気や暖房を供給するための地下トンネルでつながっていた。当時、オレゴン州立図書館は州最高裁判所庁舎の1階と地下のスペースを使っていた。議事堂庁舎の消火活動の際に使用された水が地下トンネルを伝って最高裁判所庁舎に流れ込んできたため、地下に保管されていた多くの蔵書は水浸しになった。議事堂に置かれていた各事務所は、新しい庁舎が建てられるまでの間、他の州政府機関の庁舎や、セーラムのダウンタウンでリースした部屋に移転した。

#### 3代目の庁舎

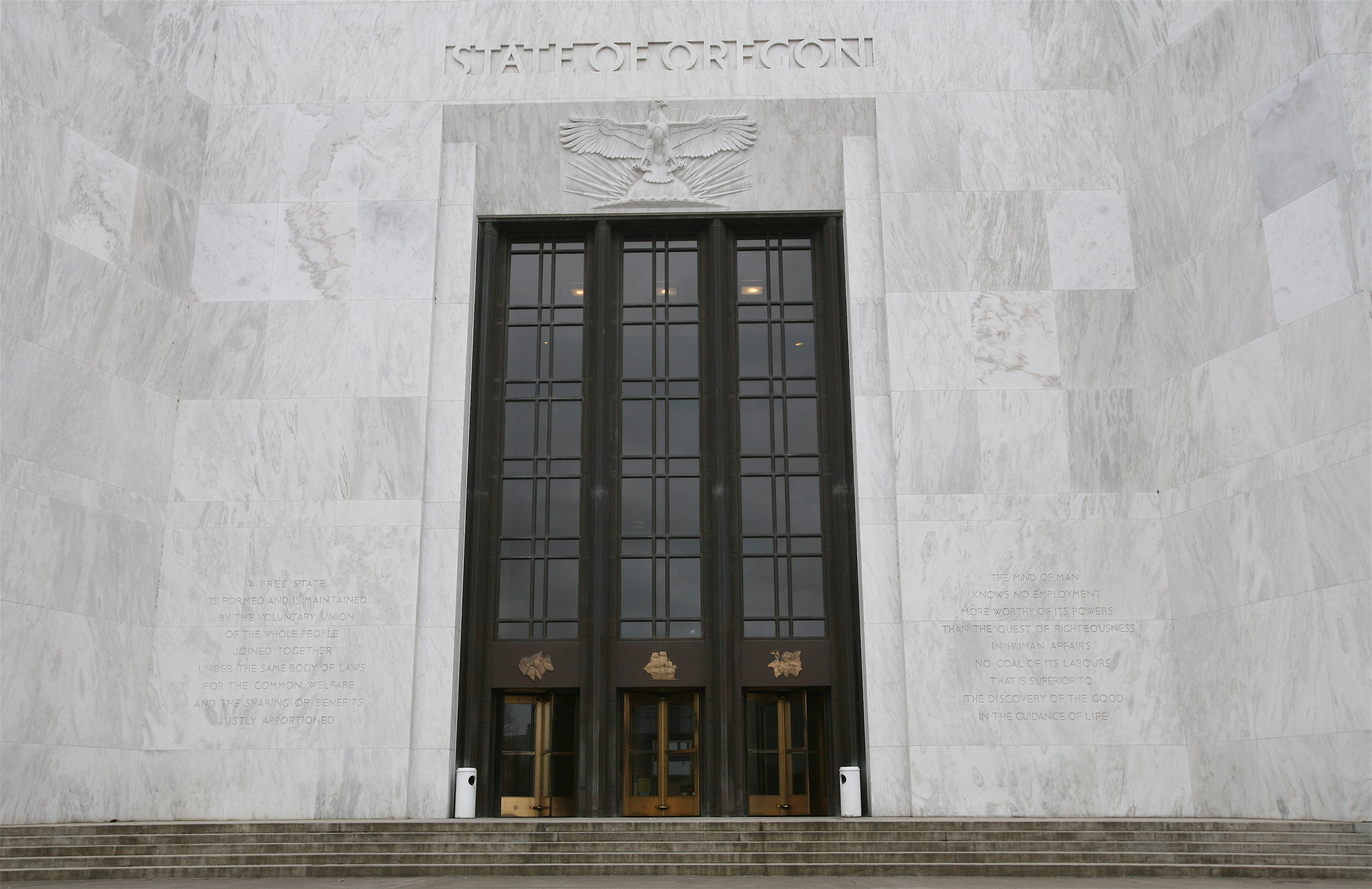
オレゴン州会議事堂の正面入口

3代目となる新しい議事堂は1936年12月4日に建設が始まり、1938年に完成した。議事堂は1938年10月1日に開庁した。開庁式では当時の大統領フランクリン・ルーズベルトをはじめ、レズリー・M・スコット、ロバート・W・ソーヤー、そして州知事チャールズ・ヘンリー・マーティンによる演説が行われた。庁舎のデザインは全米からの公募で123案が集まり、その結果他州の州会議事堂とは一線を画するものに決められた。デザインは古代エジプト建築の質朴さと古代ギリシア建築の精巧さを取り入れつつ、全体的にはアール・デコ調にまとめられた。全米の州会議事堂の中でも、アール・デコ調の建築様式で建てられたのはこの3代目のオレゴン州会議事堂だけである。
建設開始前には、マーティンが新庁舎をダウンタウンから南に離れた、高台のキャンデラリア・ハイツ地区に建設する案を出したことに対する批判が出た。また、ウィラメット大学のキャンパスを州が買い上げ、そこに新庁舎を建てるという案もあった。しかし、ダウンタウンの商人たちの力により、結局新庁舎は以前の庁舎と同じ敷地内に建てられることになった。その一方で、新庁舎への「道」を造るために、ダウンタウンにあった何軒かのビクトリア様式の家屋は取り壊された。また、他州の州会議事堂の庁舎によく見られ、2代目の庁舎にもあった伝統的なドームとは異なるこの新庁舎のドームが「ペンキ缶のように見える」という不満も出た。このドームを「荘厳さに欠けるリス籠」とまで呼ぶ者もいた。加えて、ドームの屋上に立てられた、金色に輝くオレゴン・パイオニア像を民衆が称えるようになるまでにも時間がかかった。この像の設置作業は1938年9月17日に始まり、重機を用いて数日間にわたって行われた。
この庁舎の建設には250万ドル（当時）の費用を要した。建設費用の45%は公共事業局を通じて連邦政府が負担した。完成当時、庁舎は幅50m、奥行き122m、高さ51mで、有効床面積は約12,240m²であった。外観はバーモント州産の大理石が用いられた。ロビー、ロタンダ、ホールには研磨されたモンタナ州産のばら色の石灰華が並べられた。ロタンダの階段と床にはミズーリ州産のフェニックス・ナポレオン大理石が用いられ、その縁にはバーモント州産のラジオ・ブラック大理石が用いられた。当初の予算は350万ドルであったが、州議会が承認した予算は250万ドルであった。予算がカットされたため、委員会室の設置は建設計画から外された。委員会室は1977年にウイングが増設された際に、増設費用1250万ドルの中に盛り込まれ、設置された。増設されたウイングには議会事務所、聴聞室、サポートサービス、1階のガレリア、および地下駐車場が設けられた。この増設により、庁舎の床面積は増設前に比べて、約2倍に広がった。
1997年、「生きた歴史を創り、議事堂の威厳と美観を高め、文化的・教育的な機会を育む」ということを目的として、州議会は非営利のオレゴン州会議事堂財団（Oregon State Capitol Foundation）を創設した。

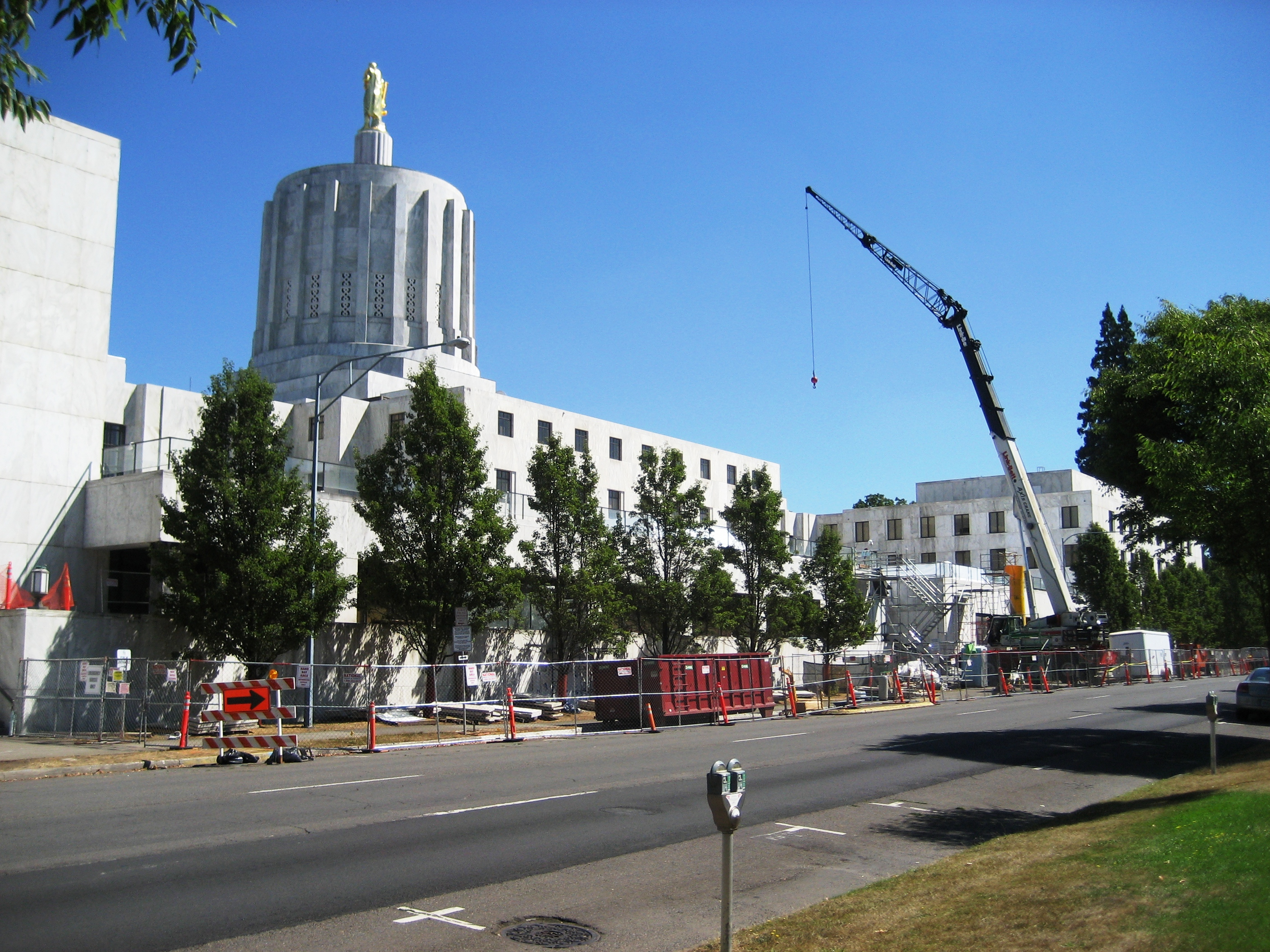
2007-08年にかけて行われたウイングの改装工事

2002年には、130万ドルを投じて改装が行われ、アンティーク調のワイヤー、新しい絨毯や照明装置の敷設など、庁舎の内装がアップグレードされた。同年4月には、全米の州会議事堂としては初めて、このオレゴン州会議事堂に太陽光発電装置が設置された。60枚の太陽電池を用いたこの装置は7.8kWの電力を生み出すことができた。このうち1/3は夜間にオレゴン・パイオニア像をライトアップするのに用いられ、残りの電力は配電網システムに送られた。
2007年にはウイングが改装され、備品、配管、および電気システムが交換・アップグレードされた。3400万ドルの費用を投じたこの改装プロジェクトは、2008年にゴードン・スミスとジェフ・マークレーの間で戦われたオレゴン州選出連邦上院議員選挙において争点となった。この選挙戦において、当時現職であったスミスは、この改装プロジェクトが承認されたときにオレゴン州議会下院議長であったマークレーを攻撃する広告で、このプロジェクトの費用を取り上げた。スミスが行った攻撃には、議員用・スタッフ用の新しい机のコストや、それらの机がオレゴン州内の刑務所の囚人によって作られているといったことも含まれていた。その後行われた選挙では、マークレーがスミスを破り、翌2009年に連邦上院議員に就任した。この改装は2008年11月に完了した。
2007年12月31日には、オレゴン州会議事堂史上初めて、公認の結婚式が執り行われた。新郎の州下院議員トビアス・リードの後押しによって、州議会は年4回まで議事堂で公共のイベントを行うことができるという法案を通した。

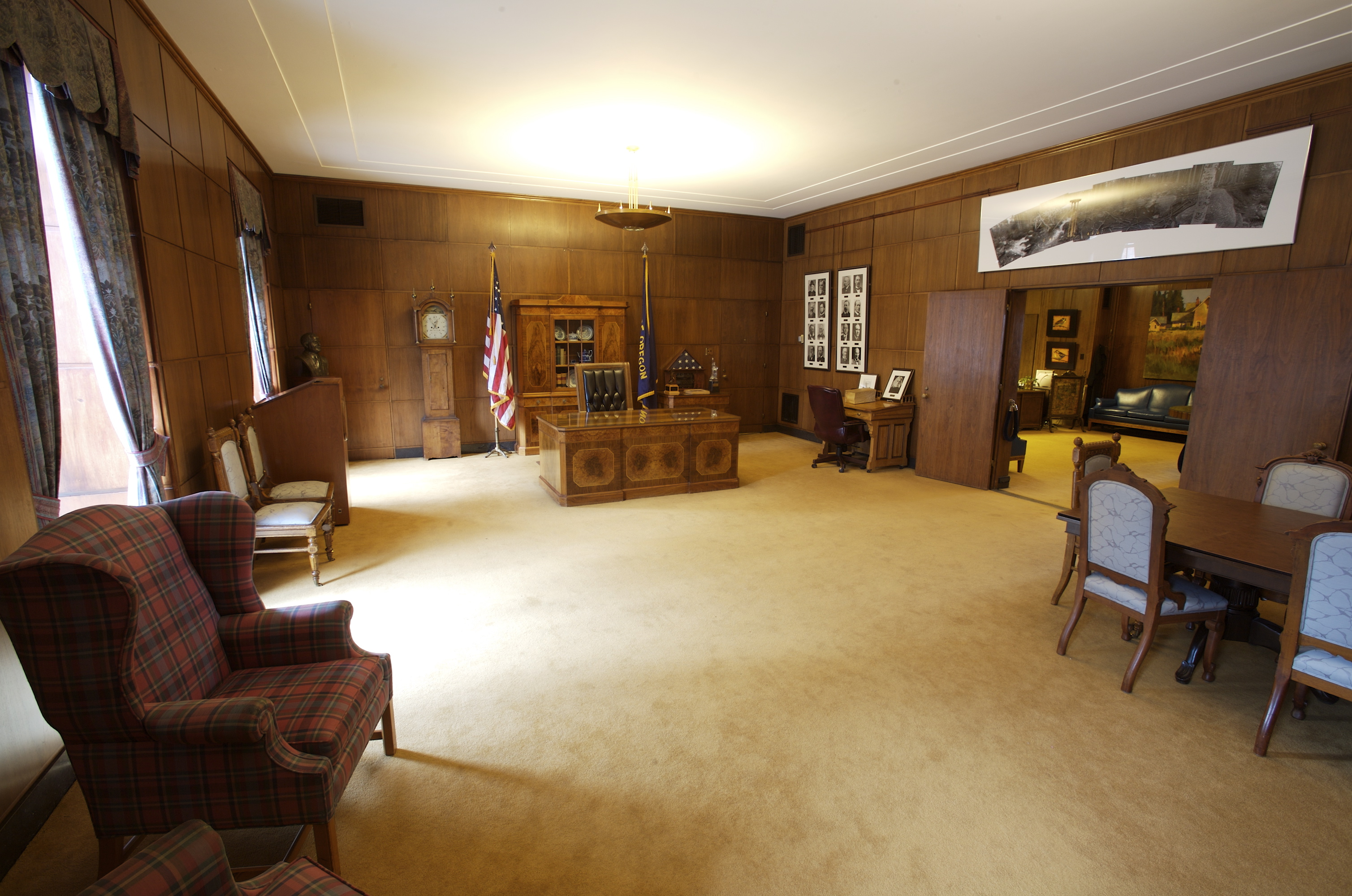
オレゴン州知事室（2008年2月）

1993年3月25日に発生した、オレゴン州北西部を震源とするマグニチュード5.6のスコッツ・ミルズ地震ではドームが損傷を受け、修理のために庁舎は一時閉鎖された。特にロタンダの周辺は2年近くにわたって閉鎖された。この地震ではドームにひびが入り、屋上のオレゴン・パイオニア像の位置もずれた。また、庁舎の西端の土地は1m隆起した。庁舎の修理に伴って、コンクリートや鉄筋が加えられるなどの補強もなされた。これらの修理および補強には430万ドルの費用を要した。また、2008年8月30日午前0時30分頃、オレゴン州会議事堂では三たび火事が発生した。しかし、1855年や1935年の火事とは異なり、この火事は庁舎を焼失させるような惨事にはならず、早いうちに鎮火された。この火事で2階の南端にあった知事室は被害を受け、移転を余儀なくされた。オレゴン州知事の公式な仮事務室は、2010年まで通りの向こう側に立地するオレゴン州立図書館内に設けられる予定になっている。

## 外観と内装
| 左: ドームの内側、ロタンダの天井に施された装飾。右: オレゴン・パイオニア像。実際にはこの像は銅像で、金箔が貼られている。  |  | 左: ドームの内側、ロタンダの天井に施された装飾。右: オレゴン・パイオニア像。実際にはこの像は銅像で、金箔が貼られている。 |
| 左: ドームの内側、ロタンダの天井に施された装飾。 右: オレゴン・パイオニア像。実際にはこの像は銅像で、金箔が貼られている。 |  | |

議事堂内部中央、ドーム直下のロタンダの床にはアルリック・エラーヒューゼンによって銅版に彫られたオレゴン州章がはめ込まれている。また、ドームの屋上に立つオレゴン・パイオニア像もエラーヒューゼンの手によるものである。州章からドームまでの高さは32.3mである。ドームの内側にはフランク・H・シュワルツによって33個の星が描かれている。この星はオレゴンが連邦33番目の州であることを示している。ロタンダの内壁最上部に描かれている8つの円形飾り模様は、州章に描かれている8つのものをそれぞれ現している。また、ロタンダの内壁にはオレゴンの歴史を描写した4枚の壁画も描かれている。そのうちの1枚はロバート・グレイによる1792年のコロンビア川探検を描いている。もう1枚にはルイス・クラーク探検隊が、そして残りの2枚には開拓時代の幌馬車が描かれている。これら4枚の壁画はシュワルツとバリー・フォークナーによって描かれた。また、ロタンダのウイングの大階段には、その壁に沿ってオレゴン・カントリー暫定政府の鮭と小麦の紋章、およびオレゴン準州の準州章、およびオレゴンの産業に関する壁画などが描かれている。1階のガレリアには聴聞室のほか、展示ケースやビジター・インフォメーション・エリアが設けられている。
| オレゴン州議会の本会議場（左: 上院, 右: 下院） |  | オレゴン州議会の本会議場（左: 上院, 右: 下院） |
| オレゴン州議会の本会議場（左: 上院, 右: 下院） |  |                                                |

オレゴン州議会下院の本会議場の床には特注の絨毯が敷かれている。この絨毯の模様には州の木であるベイマツが描かれ、州の林業を象徴している。場内の備品や羽目板はオーク材の一種であるキプロスイチイガシで造られている。下院議長席の後ろには、オレゴン・カントリー暫定政府の創設に至った1843年のシャンプーイ会議の様子が描かれた、フォークナーの手による壁画が飾られている。州議会上院本会議場の備品や羽目板にはウォールナット材の一種であるクログルミが用いられている。こちらの絨毯も特注のもので、州の漁業と農業を象徴するキングサーモンと小麦が描かれている。上院本会議場に飾られている壁画はシュワルツの手によるもので、オレゴンの州昇格の知らせがセーラムに届いたときの様子が描かれている。上下両院の本会議場の壁にはフリーズが設けられ、オレゴンの歴史上重要な158人の名が刻まれている。2008年に火事に遭う前には、議事堂の2階には知事室が設けられていた。知事室は公式の事務室、および州の最高責任者用の私用の事務室の2部屋からなるスイート（続き部屋）であった。上院本会議場同様、羽目板はクログルミで造られていた。公式の事務室には、フォークナーによる絵画が飾られた暖炉も設けられていた。スイートの応接エリアには、40種の木材を用いたテーブルが置かれていた。このテーブルには2代目のオレゴン州会議事堂庁舎のレプリカ、州の花であるセイヨウヒイラギナンテン、および州の鳥であるニシマキバドリが刻み込まれていた。
| 正面入口への階段の両側に施された浮き彫り左: ルイス･クラーク探検隊（タイトル: 「帝国の星が西方へと道を進める」）右: 開拓者たちと幌馬車（タイトル: 「勇敢な者たちが我らの辺境を日の沈む地へと押し進めた」）     |  | 正面入口への階段の両側に施された浮き彫り左: ルイス･クラーク探検隊（タイトル: 「帝国の星が西方へと道を進める」）右: 開拓者たちと幌馬車（タイトル: 「勇敢な者たちが我らの辺境を日の沈む地へと押し進めた」） |
| 正面入口への階段の両側に施された浮き彫り 左: ルイス･クラーク探検隊 （タイトル: 「帝国の星が西方へと道を進める」） 右: 開拓者たちと幌馬車 （タイトル: 「勇敢な者たちが我らの辺境を日の沈む地へと押し進めた」） |  | |

庁舎の外観にも様々な彫刻が施されている。レオ・フリードランダーは正面入口への階段の両側に置かれた大きなバーモント州産大理石に浮き彫りを施した。左側の大理石にはメリウェザー・ルイス、ウィリアム・クラーク、およびサカガウィアが彫られており、その裏側には彼らの探検隊が辿った道筋を示す地図が描かれている。一方、右側の大理石には開拓者たちと幌馬車が彫られており、その裏側にはオレゴン・トレイルの地図が描かれている。これらの彫刻に加えて、外観にはエラーヒューゼンが制作した大理石の彫刻が5つある。また、正面入口の上部に飾られた6つ（外側と内側に3つずつ）の銅の彫刻もエラーヒューゼンの手によるものである。南側入口の上部には、トム・モランディによる金属の彫刻が飾られている。
庁舎は幅211.2m、奥行き79.1mである。ドームを含めた庁舎の高さは51m、中央部分のドームを除いた高さは16.3m、ウイングの高さは20.9mである。庁舎の有効床面積は約21,720m²、容積は約90,600m³である。

## 敷地

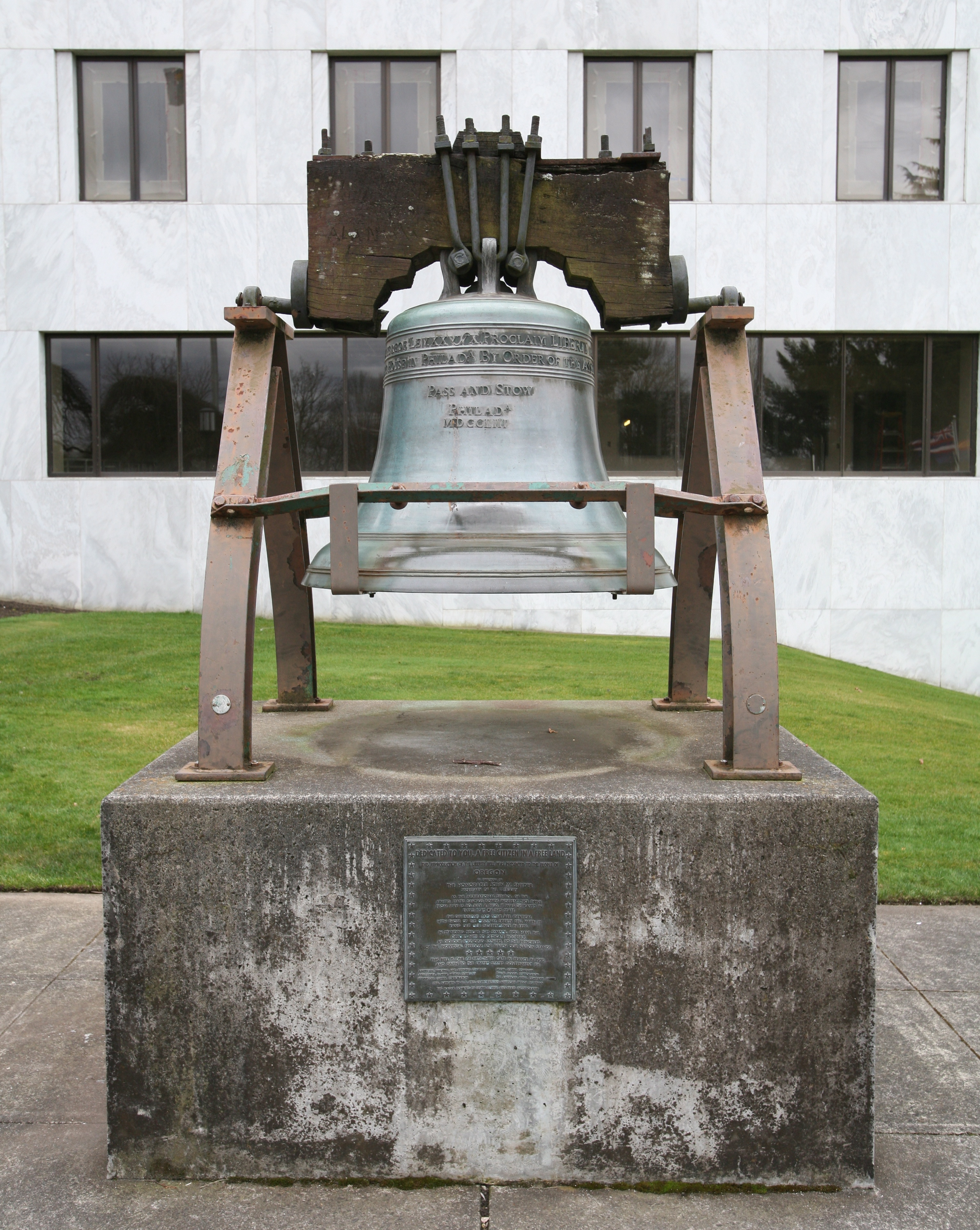
「自由の鐘」のレプリカ

オレゴン州会議事堂の敷地は3ブロックにわたり、キャピトル・パークおよびウィルソン・パークという2つの公園を含んでいる。庁舎の西側入口の近くにはフィラデルフィアの「自由の鐘」のレプリカが置かれている。この鐘はフランスで作られ、アメリカ合衆国連邦政府によって各州に寄贈された53個の等寸大レプリカのうちの1つである。オレゴン州はこのレプリカを1950年の独立記念日に受け取った。敷地内の至るところには、コロラドトウヒ、セイヨウヒイラギナンテン、セコイアデンドロン、セコイア、イロハモミジ、ミズキ属の木、マメナシ、サクラ属の木、セイヨウヒイラギ、ツツジ、モクレン属の木など、この地域でよく見られる植物が植えられている。敷地内に植えられているベイマツの木のうちの1本は、1971年にアポロ14号で月まで運ばれた種から育てられ、1976年にオレゴン州立大学から議事堂の敷地に移植されたものである。
庁舎東側はキャピトル・パークになっている。園内にはA・フィミスター・プロクターが制作したメソジスト教会の巡回牧師の像や、ギフォード・プロクターが制作した伝道師ジェイソン・リーの像、およびジョン・マクローリンの像が立てられている。また、2代目の庁舎に用いられていたコリント式の柱の残骸もこの園内に置かれている。リーは後にウィラメット大学となるメソジスト教会の伝道所をこの地に設立した。ハドソン湾会社のマクローリンは「オレゴンの父」と呼ばれている。巡回牧師の像は1924年に初期の伝道者によってこの敷地内にモニュメントとして加えられた。1962年の「コロンブス・デーの嵐」によって像は損傷を受けたが、翌1963年には修復された。また、園内にはオレゴン州出身の名誉勲章受章者の記念碑も立てられている。2004年9月18日に建立されたこの記念碑は御影石で造られており、各受章者の肖像と勲章の引用が刻まれた銅製の銘板がはめ込まれている。

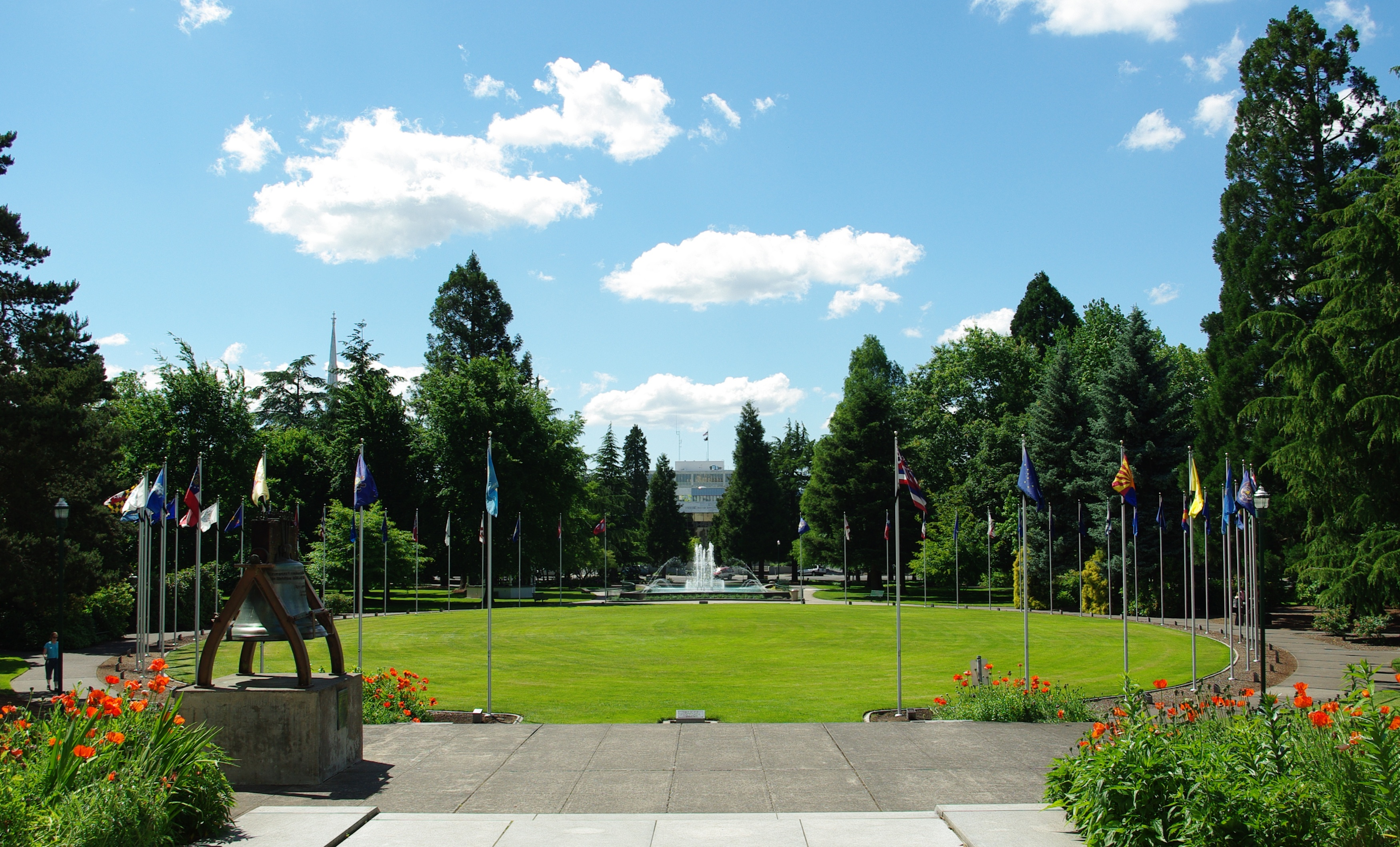
ウォーク・オブ・ザ・フラッグス

庁舎西側はウィルソン・パークになっている。この公園の名はセーラムの創設者であるウィリアム・H・ウィルソンからつけられた。公園の土地は、もともとウィルソンが所有していた土地のちょうど中央部分にあたる。1853年から1965年にかけては、この公園はセーラム市管轄の公園であった。その後公園が州に譲渡されると、ロイド・ボンド・アンド・アソシエイツに公園の再設計が依頼された。園内には2つの噴水、1982年に建てられた見晴台、および1991年に遊び場として設けられた動物のパレードの像がある。ウエイト噴水は1907年にオレゴンの実業家E・M・ウエイトを称えて、ウエイトの妻によって寄贈されたものである。もう1つの噴水、公園の西端に設けられているブレイマン兄弟噴水は、1904年にワーナー、ユージーンのブレイマン兄弟を記念して、ブレイマン家によって寄贈されたものである。もともとは、この噴水は米西戦争の兵士の像で装飾されていた。また、この噴水は街灯柱や馬の水槽としても使われていた。今日では、この噴水からは水が噴き出ることはなく、ときどき花が植えられている。2005年、オレゴン州会議事堂財団はこのウィルソン・パークに全米50州の州旗を立て並べた遊歩道、ウォーク・オブ・ザ・フラッグスを設置した。2009年には、オレゴン州内に居住するネイティブ・アメリカンの9部族の旗がウォーク・オブ・ザ・フラッグスに加えられた。
このほかにも、敷地内には様々なものが設置されている。ウォール・オブ・ウォーターという噴水は正面入口からコート・ストリートを渡った向こう側に設けられている。1990年に設けられたこの噴水は地面に22個のノズルを埋め込み、3.7mの高さまで水を噴き上げる。この噴水にはオレゴンの歴史を刻んだ石版もはめ込まれている。1985年に加えられたキャピトル・ビーバー・ファミリーは州の動物であるアメリカビーバーを象徴している。敷地内に立つ平和の柱は世界平和祈念協会によって寄贈されたものである。敷地内にはオレゴン・トレイル沿いに転がっていた大きな岩も置かれている。また、低木を用いてOregonという文字を綴ったプランターもある。敷地内のばら園は、セーラムばら協会によって維持されている。